# Dichorisandra mosaica
Dichorisandra mosaica är en himmelsblomsväxtart som beskrevs av Jean Jules Linden och Karl Heinrich Koch. Dichorisandra mosaica ingår i släktet Dichorisandra och familjen himmelsblomsväxter. Inga underarter finns listade.